# Max Zorin
Max Zorin är en fiktiv figur och huvudskurk i James Bond-filmen Levande måltavla, inspelad 1985. Max Zorin spelas av Christopher Walken.

## Biografi
I filmen är Zorin en stenrik industrimagnat som lever i Frankrike. Han har stora intressen i bland annat dataindustrin. Zorin har också ett stort intresse för hästsport, där hans hästar med hjälp av avancerat fusk alltid vinner tävlingarna. Hans högra hand är väninnan och hantlangaren May Day. Andra hantlangare är bland andra Pan Ho och Scarpine.
Zorin föddes under andra världskriget och var en produkt av ett nazistiskt experiment som resulterade i många missfall. Barnen som överlevde blev emellertid hyperintelligenta, men samtidigt psykopater, helt utan medkänsla för sina medmänniskor. Parallellt med att Zorin byggde upp sitt industriimperium i väst blev han också nära knuten till KGB. I filmen har han emellertid lämnat KGB vilket inte uppskattas av KGB-chefen general Gogol.
Zorins plan i filmen är att totalförstöra Silicon Valley, för att skaffa sig monopol på världens datachipproduktion. Detta ska ske genom att framkalla en konstgjord jättejordbävning, som skulle resultera i att Silicon Valley dränks i enorma vattenmassor. Bond lyckas i sista stund stoppa Zorins plan med hjälp av May Day, som bytt sida och offrar sitt liv. Slutstriden mellan Bond och Zorin äger rum högst upp på Golden Gate-bron där Zorin till slut faller ner mot en säker död.